# Stéphane Bossart
Stéphane Bossart, de son nom civil Stéphane Bossa, est un photographe panafricain et photojournaliste bénin.
En 2018, il a été élu meilleur photographe de l'Afrique de l'Ouest au Togo et meilleur photographe à la Nuit de la diaspora à Paris en France. En 2019, il est élu meilleur photographe africain de l'année aux African Talent Awards,.
Il est le chargé des relations extérieures et des coopérations au sein de l'Association des reporters d'images sportives professionnelles du Bénin, Uris-pro Bénin,

## Biographie

### Origine et formations

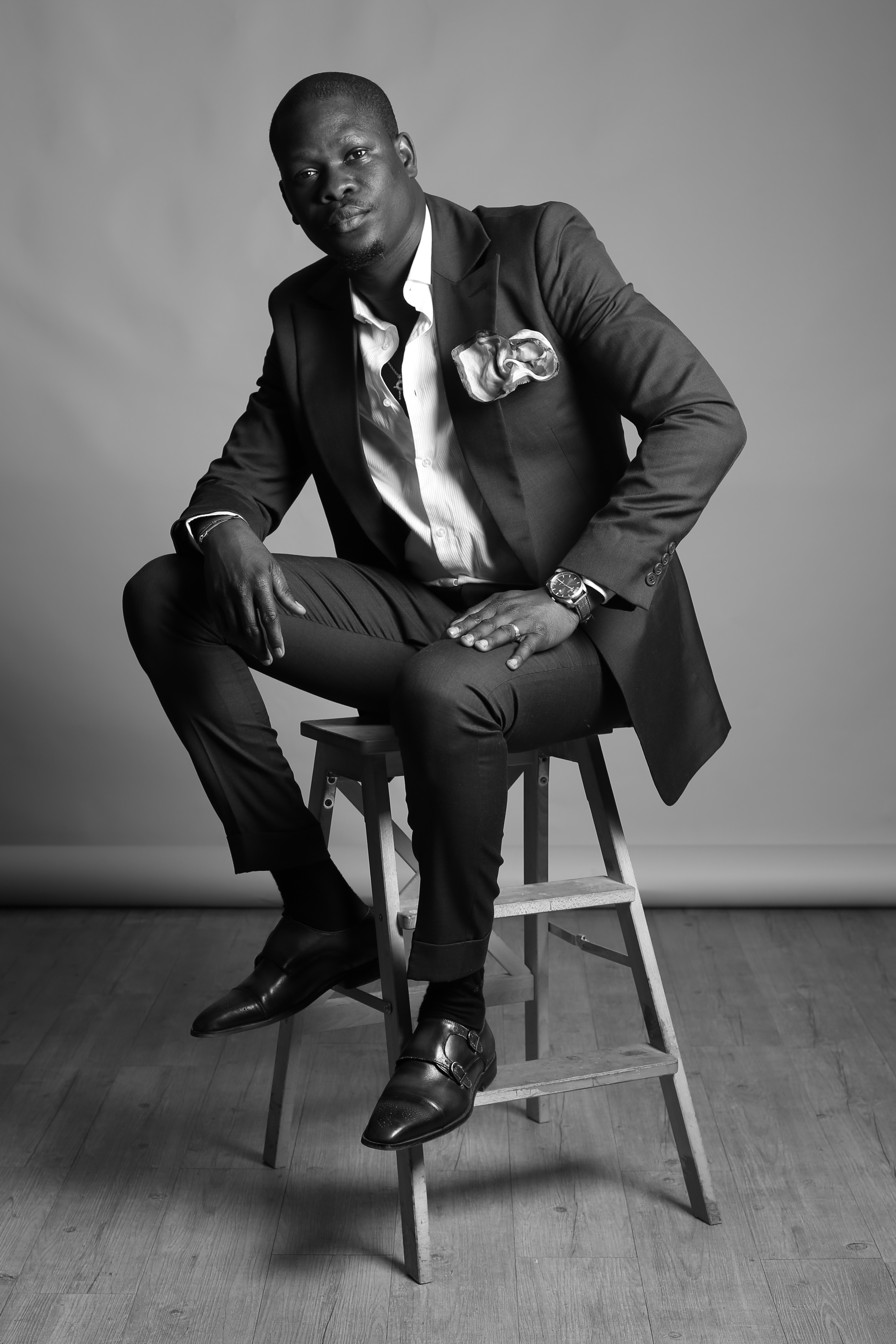
Stéphane Bossa

Stéphane Bossa est originaire du Bénin. Il a fait son cursus scolaire au Collège catholique père aupiais[réf. souhaitée]. Passionné par la photographie, il s'adonne à sa passion après son cursus scolaire au désarroi de son entourage qui était contre. Après avoir obtenu un BTS et un baccalauréat en photographie à Paris,, il se lance dans une formation en audiovisuel et en communication pour devenir photojournaliste afin de parfaire son art en photographie sportif.

### Débuts et ascension
Il commence à photographier en 2010. Menant sa pratique en photographie autour des thématiques qui touchent à la vie sociale et culturelle en Afrique, Stephane Bossa, pour capter des images ayant un rapport avec les liens sociaux au sein des villes, de la communauté et de la culture africaine voyage dans toute l'Afrique. Il s'est spécialisé dans la photographie naturelle, non retouchée[réf. souhaitée].
Passionnée de rencontres, de découverte, de création, de voyage et de documentation, Stéphane Bossa dans sa poursuite des images a couvert de grands événements sportifs et culturels dans le monde. Il est le photographe spécial de Samuel Eto'o et a couvert le mariage de son frère David Eto'o. Depuis 2016 est le photographe personnel du ministre des sports. En 2016, il s'est occupé de documentation de l’investiture du président de la république Patrice Talon. Il est l'attaché de photographie près du Ministère des Sports du Bénin. Il a été reporter-photographe pour Presse libre Bénin.
Il était présent aux concerts de Chidinma à Cotonou et de Gims à Abidjan en 2016, à la coupe d'Afrique des nations de football et de la journée de la diaspora béninoise en 2017, pendant la coupe du Monde de Football féminin en France du concert de Fally Ipupa à Bamako, des journées de la Diaspora béninoise, de la nuit du Mali et de l'Afrique Festival en France en 2019,,.

### Exposition
En collaboration avec l'artiste plasticienne Sica Christelle Yaovi, il organise en 2019, divin féminin, une exposition pour célébrer la femme dans toutes ses dimensions dans une synergie entre photographie et peinture,.

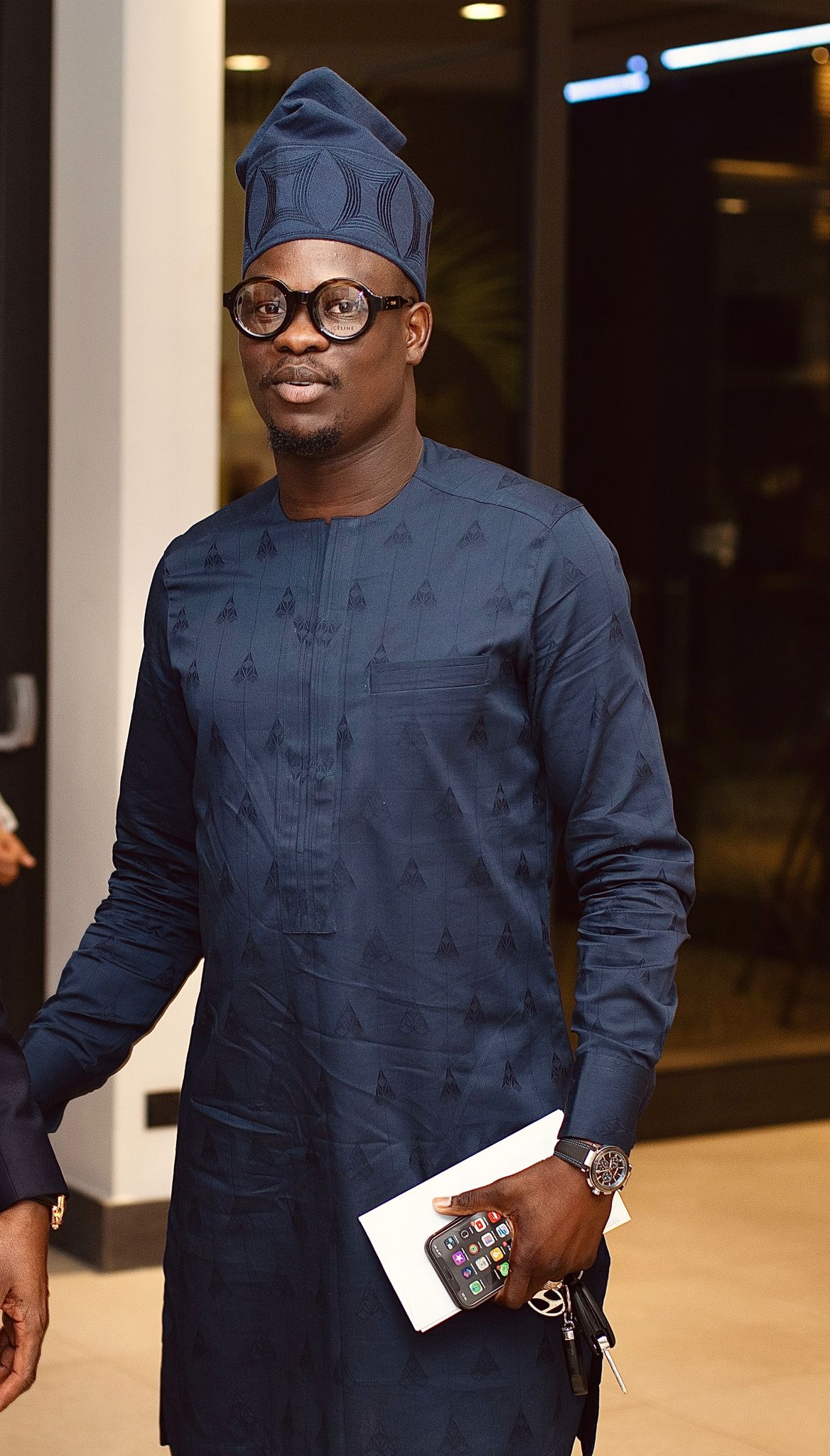
Stéphane Bossa au Nov'art

En mars 2023 au 7ème édition nov’art, Stéphane Bossart a présenté Ikpinlè, un  projet d’exposition artistique pour mettre en lumière l'histoire de Ganvié à travers des images à la communauté béninoise dans l’enceinte de l'hôtel novotel

## Distinctions
- 2018 - Prix du meilleur photographe à la nuit de la diaspora à Paris[7]
- 2018 - Prix du meilleur photographe d’Afrique de l’Ouest au Togo[2],[7]
- 2019 - Prix du meilleur photographe africain au Africa Talents Awards en Côte d’Ivoire[10]
- 2019 - Récompense dans la catégorie entrepreneurial aux Dzesi La Nuit des Mérites à Bruxelles en Belgique[17].
- 2022 - Second prix du concours Calling across the distance qui a est organisé par Emergent Art Space[1]
- 2023 - Prix africain de la photographie à la tournée africaine de la coopération (TAC)[6]